# Nightcrawlers: The KMFDM Remixes
Nightcrawlers: The KMFDM Remixes – EP amerykańskiego zespołu White Zombie, wydany 6 października 1992 roku. Zawiera remiksy autorstwa KMFDM.

## Lista utworów
1. "Thunder Kiss '65" – 3:58
2. "Thunder Kiss '65" (Swinging Lovers Mix) – 4:44
3. "Thunder Kiss '65" (The Remix That Wouldn't Die Mix) – 6:07
4. "Black Sunshine" (feat. Iggy Pop) – 4:48
5. "Black Sunshine" (Indestructible "Sock It to Me" Psycho-Head Mix) (feat. Iggy Pop) – 4:58

## Twórcy
- Ivan de Prume – perkusja
- Michael Golob – dyrektor artystyczny
- Sascha Konietzko – utwory 2, 3, & 5
- Lee Popa – utwory 2 & 3
- Andy Wallace – producent
- Sean Yseult – bas
- Rob Zombie – wokal, teksty